# 古川胜
古川胜（日语：／ Furukawa Masaru，1936年1月6日—1993年11月21日），日本男子游泳运动员。他在1956年夏季奥林匹克运动会中，参加了男子200米蛙泳比赛并获得金牌。他也曾获得1958年亚洲运动会男子200米蛙泳金牌。